# Nouvelles de la république des lettres
Ne doit pas être confondu avec République des Lettres, La République des lettres (Catulle Mendès) ou La République des Lettres.
Nouvelles de la république des lettres est une revue littéraire, philosophique et scientifique créée en 1684 par Pierre Bayle, rédigée en français mais publiée à Amsterdam. 

## Histoire
Philosophe protestant, Bayle en fut le principal rédacteur entre mars 1684 et février 1687. Le relais fut pris jusqu’en avril 1689 par Daniel de Larroque, Jean Barrin (1640-1718) et Jean Le Clerc.
Suspendue pendant dix ans, la revue fut reprise par le pasteur calviniste Jacques Bernard jusqu’en décembre 1710, qui l'interrompt avant de la reprendre en janvier 1716. La dernière livraison a lieu en juin 1718.
Bien qu'entièrement rédigées en français, les Nouvelles de la république des lettres étaient publiées chaque mois à Amsterdam pour contourner la censure. L'éditeur était Henry Desbordes, installé Kalverstraat de 1684 à 1710. Ensuite, ce fut David Mortier (1716-1718) à un rythme bimestriel et toujours à Amsterdam.
La revue, d'une quarantaine de feuillets, contenait une série de recensions critiques portant sur les ouvrages parus chez des libraires de toute l'Europe, ainsi que des extraits d’œuvres choisies. Ce périodique analysait des ouvrages littéraires, religieux et scientifiques, publiant par exemple les expériences de Denis Papin. Sa parution est concomitante de la révocation de l'Edit de Nantes (1685) et critique les persécutions contre les protestants.
La devise latine de la revue est « Non fumum ex fulgore, sed ex fumo dare lucem (Pas la fumée de la foudre, mais de la fumée donner la lumière » tirée d'Horace (Ars Poetica, V. 143). 
Une deuxième série voit le jour en juillet 1775 et se poursuit jusqu'en 1777, chez l'éditeur-imprimeur vénitien Giovanni Battista Albrizzi (1698-1777).
De 1779 à 1787, Pahin de La Blancherie lance et rédige les Nouvelles de la république des lettres et des arts éditées à Paris.

## Aujourd'hui
Une troisième version des Nouvelles de la République des Lettres (NRL) est publiée par l'Istituto italiano per gli studi filosofici de Naples (éditions Prismi) à partir de 1981 (sous les auspices de Tullio Gregory et Paul Dibon) avec une périodicité semestrielle.